# Juan Esteban Arango
Juan Esteban Arango Carvajal (Medellín, 9 oktober 1986) is een Colombiaans wielrenner, die zich voornamelijk toelegt op het Baanwielrennen. 
Arango deed tweemaal mee aan de Olympische Spelen. In 2008 enkel aan de ploegenachtervolging (10e), in 2012 aan zowel de ploegenachtervolging (8e), als het omnium (10e).

## Palmares

### Wegwielrennen

#### Overwinningen
2012 - 1 zege
- 8e etappe Ronde van Mexico

2017 - 1 zege
- 3e etappe Ronde van Ankara

### Baanwielrennen
| 2007 | ploegkoers                                                         | omnium                                          |         |  |                                                                   | |
| 2008 | ploegenachtervolging                                               |                                                 |         |  | Kopenhagen: · scratch · Cali: · ploegkoers · ploegenachtervolging | |
| 2009 |                                                                    |                                                 |         |  | Cali: · ploegenachtervolging · achtervolging                      | |
| 2010 | omnium · ploegenachtervolging                                      | achtervolging                                   | scratch |  | Cali: · omnium · ploegenachtervolging                             | Zuid-Amerikaanse Spelen: · achtervolging · ploegenachtervolging · Centraal-Amerikaanse en Caraïbische Spelen: · achtervolging · omnium · ploegenachtervolging · ploegkoers |
| 2011 | achtervolging · omnium · ploegenachtervolging                      | ploegenachtervolging · achtervolging            |         |  | Cali: · omnium · ploegkoers                                       | Pan-Amerikaanse Spelen: · omnium · ploegenachtervolging |
| 2012 | omnium · ploegkoers · ploegenachtervolging · puntenkoers · scratch |                                                 |         |  | Londen: · omnium · Cali: · ploegenachtervolging                   | |
| 2013 | omnium · ploegkoers                                                |                                                 |         |  |                                                                   | Bolivarian Games: · achtervolging · ploegenachtervolging · ploegkoers · puntenkoers                                                                                        |
| 2014 |                                                                    |                                                 |         |  |                                                                   | Zuid-Amerikaanse Spelen: · ploegenachtervolging · omnium · Centraal-Amerikaanse en Caraïbische Spelen: · achtervolging · ploegenachtervolging                              |
| 2015 |                                                                    | omnium · ploegenachtervolging · ploegkoers      |         |  |                                                                   | Pan-Amerikaanse Spelen: · ploegenachtervolging · Marymoor GP: · Keirin · omnium · Copa Cuba de Pista: · omnium                                                             |
| 2016 |                                                                    | ploegenachtervolging · puntenkoers              |         |  |                                                                   | |
| 2017 | ploegenachtervolging · ploegkoers                                  |                                                 |         |  |                                                                   | Bolivarian Games: · omnium · ploegenachtervolging |
| 2018 | ploegkoers · ploegenachtervolging · achtervolging                  | ploegenachtervolging                            |         |  |                                                                   | Zuid-Amerikaanse Spelen: · omnium · Centraal-Amerikaanse en Caraïbische Spelen: · achtervolging · ploegkoers · ploegenachtervolging                                        |
| 2019 | omnium · ploegkoers · ploegenachtervolging                         | ploegenachtervolging                            |         |  |                                                                   | Pan-Amerikaanse Spelen: · ploegenachtervolging · teamsprint · ploegkoers · Torneo Internacional Cali: · ploegkoers                                                         |
| 2020 |                                                                    |                                                 |         |  |                                                                   | |
| 2021 | achtervolging · omnium · ploegenachtervolging · ploegkoers         | ploegenachtervolging · omnium · ploegkoers      |         |  | Cali: · ploegenachtervolging · omnium · ploegkoers                | Torneo Internacional Cali: omnium |
| 2022 | omnium · ploegenachtervolging · ploegkoers                         | ploegenachtervolging · ploegkoers               |         |  | Cali: · ploegenachtervolging · ploegkoers                         | Bolivarian Games: · omnium · ploegenachtervolging · ploegkoers |
| 2023 | achtervolging · ploegenachtervolging · ploegkoers                  | puntenkoers · ploegenachtervolging · ploegkoers |         |  |                                                                   | Centraal-Amerikaanse en Caraïbische Spelen: · ploegenachtervolging · omnium · ploegkoers · Pan-Amerikaanse Spelen: · ploegenachtervolging · ploegkoers                     |

Arango · Cardona · Estrada · C. Montoya · J. I. Montoya · Ortega · Oyola · Paredes · Ramírez · Roldán · Sevilla · Vargas